# Boas (biblische Person)

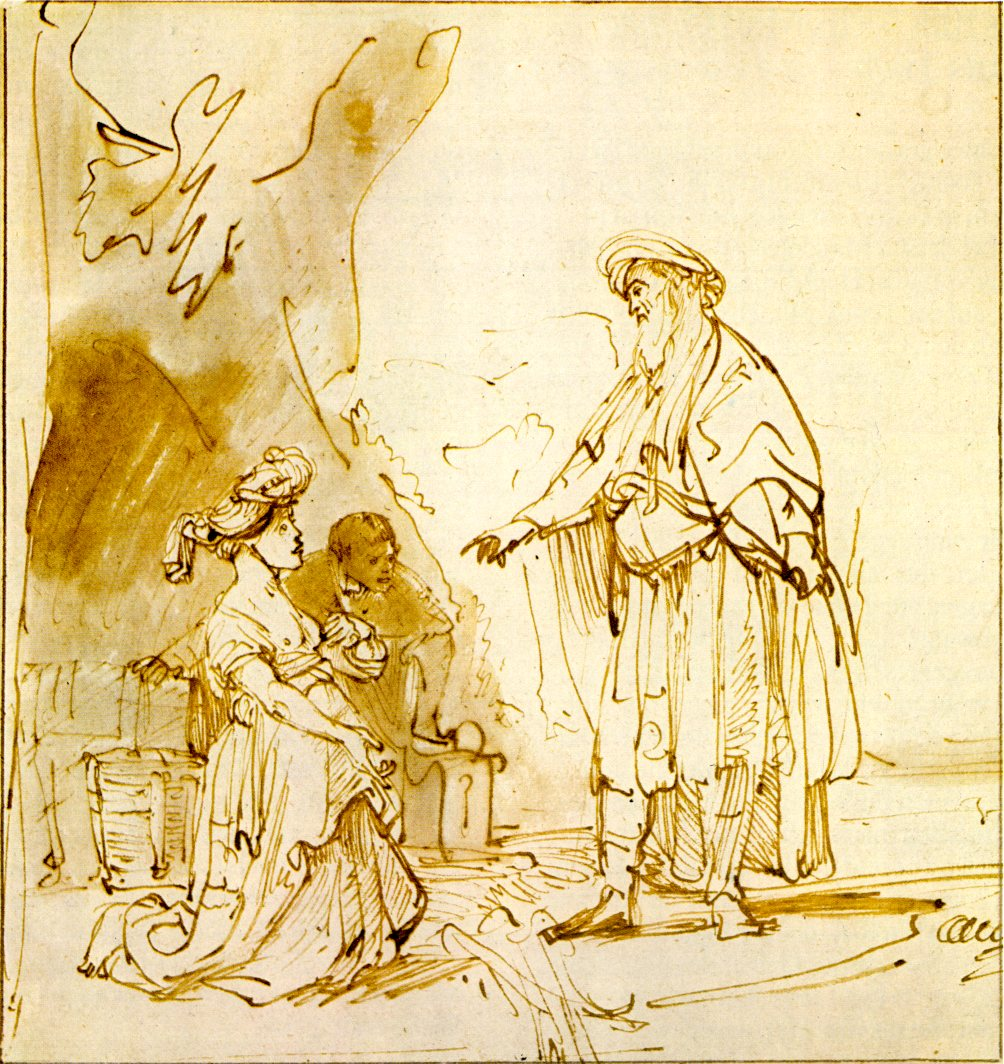
Rembrandt: Boas und Ruth (ca. 1637–40), Kupferstichkabinett Berlin

Boas (hebräisch בּוֹעַז, „in ihm ist Kraft / der Potente“) ist im Alten Testaments im Buch Rut ein judäischer Grundbesitzer aus Betlehem.
Er wird als gütiger Mann dargestellt, der sich um das Wohlergehen seiner Arbeiter und seiner Familienangehörigen kümmert. Deshalb nimmt er auch Rut, die Witwe eines entfernten Verwandten, gemäß dem Leviratgesetz als Löser zur Frau. Ihr Sohn ist Obed, der Vater von Isai und Großvater von David, Boas also der Urgroßvater von König David. Nach Mt 1,5  ist Boas ein Sohn von Salma bzw. Salmon und Rahab.
Boas wird im Buch Rut als eine Art Kraftzentrum dargestellt, da er die Annahme von Ruth, die erneute Aufnahme von Noomi und die Erhöhung von Machlons Namen in Gang setzte – diese Charaktereigenschaft spiegelt sich bereits in der Übersetzung seines Namens wider.